# Mercedes-AMG F1 W12 E Performance
De Mercedes-AMG F1 W12 E Performance, afgekort algemeen bekend als Mercedes W12, is een Formule 1-auto die gebruikt werd door het Formule 1-team van Mercedes in het seizoen 2021. De auto is de opvolger van de W11.

## Resultaten
| Kleur  | Resultaat                              |
| ------ | -------------------------------------- |
| Goud   | Winnaar                                |
| Zilver | Tweede plaats                          |
| Brons  | Derde plaats                           |
| Groen  | Gefinisht (punten behaald)             |
| Blauw  | Gefinisht (geen punten behaald)        |
| Blauw  | Niet geklasseerd (NC)                  |
| Paars  | Uitgevallen (DNF)                      |
| Rood   | Niet gekwalificeerd (DNQ)              |
| Zwart  | Gediskwalificeerd (DSQ)                |
| Wit    | Niet gestart (DNS)                     |
| Blanco | Gewond (INJ)                           |
| Blanco | Uitgesloten (EX)                       |
| Blanco | Teruggetrokken (WD) / Niet deelgenomen |
| P      | Poleposition                           |
| S      | Snelste ronde                          |

| Jaar | Chassis en banden | Motor               | Coureurs        | 1   | 2   | 3   | 4   | 5   | 6   | 7   | 8   | 9   | 10  | 11  | 12   | 13  | 14  | 15  | 16  | 17  | 18   | 19   | 20  | 21  | 22  | Punten | WK-plaats |
| ---- | ----------------- | ------------------- | --------------- | --- | --- | --- | --- | --- | --- | --- | --- | --- | --- | --- | ---- | --- | --- | --- | --- | --- | ---- | ---- | --- | --- | --- | ------ | --------- |
| 2021 | W12 P             | Mercedes-AMG F1 M12 |                 | BHR | EMI | POR | SPA | MON | AZE | FRA | STI | OOS | GBR | HON | BEL‡ | NED | ITA | RUS | TUR | VST | MXS  | SAP  | QAT | SAR | ABU | 613½   | Goud      |
| 2021 | W12 P             | Mercedes-AMG F1 M12 | Lewis Hamilton  | 1   | 2PS | 1   | 1P  | 7S  | 15  | 2   | 2S  | 4   | *21 | 2P  | 3    | 2S  | DNF | 1   | 5   | 2S  | 2    | 1    | 1P  | 1PS | 2   | 613½   | Goud      |
| 2021 | W12 P             | Mercedes-AMG F1 M12 | Valtteri Bottas | 3S  | DNF | 3PS | 3   | DNF | 12  | 4   | 3   | 2   | *3  | DNF | 12   | 3   | *13 | 5   | 1PS | 6   | 15PS | *13P | DNF | 3   | 6   | 613½   | Goud      |

- *1 Winnaar van de sprintkwalificatie.
- *2 Tweede in de sprintkwalificatie.
- *3 Derde in de sprintkwalificatie.
- ‡ Halve punten werden toegekend tijdens de GP van België omdat er minder dan 75% van de wedstrijd was afgelegd door hevige regenval.